# 秃鲁 (南平王)
秃鲁（?—?），又作秃忽鲁。元朝宗室。元定宗贵由的孙子，禾忽的儿子。
1271年，忽哥赤被都元帅宝合丁等毒死，元朝又以秃鲁出镇云南。赛典赤赡思丁到云南，与镇守云南的宗王秃鲁确定王府和行省的职权范围：王府可以对行省进行监督，但执行政令的权力归于行省。至元九年（1272年）秃鲁从皇子西平王奥都赤征讨建都蛮，封南平王，赐龟纽银印，赐金、银符各五个，所部有功之人三十五位银钞定，卫士人各三匹马，从者一匹。次年，换为驼纽鋈金银印，命他镇守六盘山。听说其父禾忽归附海都，至元十四年（1277年）冬，举兵反忽必烈。安西王派巩昌总帅汪惟正等西讨，在武川击败秃鲁，擒获了他。

## 延伸阅读
[在维基数据编辑]
 《新元史/卷112》，出自柯劭忞《新元史》